# Haine (film, 1980)
Pour les articles homonymes, voir Haine (homonymie).
Pour plus de détails, voir Fiche technique et Distribution.
Haine est un film français réalisé par Dominique Goult, sorti en 1980.

## Synopsis
Un motard  à la combinaison blanche tombe en panne dans un petit village ...
La veille, un motard à la combinaison noire a écrasé et tué la petite fille du maire qui se rendait à l'école...
Menés par un camionneur violent, les habitants vont lui faire endosser la mort de l'enfant, et une chasse à l'homme et à l'étranger commence...

## Fiche technique
- Titre original français : Haine ou Le Crédo de la violence ou Traquenard[1]
- Réalisation : Dominique Goult
- Scénario : Dominique Goult
- Production : Jean-Claude Patrice et Jean-Paul Thirriot
- Musique : Alain Jomy
- Photographie : Roland Dantigny
- Montage : Jean-Claude Bonfanti
- Pays d'origine : France
- Format : Couleurs - 1,85:1 - Mono - 35 mm
- Genre : Drame
- Durée : 90 minutes
- Date de sortie : 9 janvier 1980 (France)
- Film interdit aux moins de 18 ans lors de sa sortie en France

## Distribution
- Klaus Kinski : Le motard
- Maria Schneider : Madeleine
- Patrice Melennec : Le camionneur
- Évelyne Bouix : La serveuse
- Katia Tchenko : La mère
- Paulette Frantz : La patronne du bistro
- Gérard Boucaron : Bingo
- Georges Werler : Le père
- Jean-Simon Prévost : Le maire
- Bernard Cazassus : Un paysan
- Jean-Pierre Laurent : Le patron du café
- Bernard Hautot
- Anne De Broca

## Critique
Pour La Revue du cinéma, « Tout le film d'ailleurs est à l'image de ce contraste, de cette irrégularité : si les trois acteurs principaux, Kinski, Patrice Melennec et Maria Schneider sont excellents, ils doivent hélas se débattre avec un dialogue aussi rare que commun ».